# Kempico
Kempico was een zuivelfabriek die gedurende meer dan 100 jaar actief was in Gierle, een deelgemeente van het Belgische Lille.
De coöperatie was sinds 1960 ook een kaasmakerij waarvan de Corsendonkkaas de bekendste was.

## Concentratie
Het was in 1900 dat De Samenwerkende Melkerij De Gier werd opgericht, de voorloper van Kempico. In 1928 werd er een volledige nieuwe melkerij in gebruik genomen, op de plaats waar ze na verschillende uitbreidingen nog altijd actief was tot 2012. Kempico zelf werd pas in 1987 opgericht na de fusie van De Gier met vijf andere coöperaties uit de sector. De volgende decennia werd Kempico zelf het onderwerp van twee fusies, eerst met BZU en in 2005 met Milcobel. Milcobel werd gevormd door de fusie van BZU met Belgomilk uit Langemark.
In 2008 maakte Milcobel - 3 jaar na de fusie - bekend dat zij haar vestiging in Gierle zou sluiten. Bedoeling was de kaasproductie over te brengen naar de vestiging in Moorslede. Tevens sloot Milcobel met het personeel een sociaal akkoord. Brugpensioen werd ingevoerd, de jongere personen kregen werkgarantie tot 2012.
Vrijdag 27 april 2012 was de laatste werkdag van Kempico in Gierle, sinds 2008 verloren 75 personen er hun baan. De terreinen in de Melkerijstraat zullen in de toekomst een nieuwe bestemming krijgen.

## Retie
Tot 2000 had Kempico een vestiging in Retie die eerder werkte onder de naam "Zuivelfabriek Sint-Martinus". Die sinds 1933 was gevestigd in de Sint-Martinusstraat. In 1987 kwam de fusie met Kempico, die de activiteiten in 2000 overbracht naar Gierle. Na de sluiting kwam op het terrein het wooncomplex De Melkerij.